# 三塚優子
三塚 優子（みつか ゆうこ、1984年9月21日 - ）は、日本の女子プロゴルファー。茨城県水戸市出身。血液型A型。所属はほけんの窓口グループ。得意クラブはドライバー。
ゲームと漫画を好むことから、アキバ系ゴルファーとも呼ばれる。

## 経歴
茨城大学教育学部附属小学校・茨城大学教育学部附属中学校・埼玉栄高等学校出身。
2006年の最終予選会で6位に入り、翌2007年のレギュラーツアー出場権を獲得。同年のMMT杯ダンロップOPで初優勝する。2007年度の賞金獲得順位は14位、2008年は7位で、同年のLPGA新人賞と日本プロスポーツ新人賞を獲得する。
2010年5月のサロンパス杯では、スロープレーによる2罰打を不服として途中棄権した。この行為に対し、LPGAは罰金200万円と2年間の新人セミナー受講という前例のない処分を下した。また、三塚自身も2か月間の出場自粛を申し出た。
2011年9月11日、日本女子ツアーの第18戦で、公式戦第2戦となる「日本女子プロゴルフ選手権大会コニカミノルタ杯」でメジャー初優勝。
2012年から3年連続で賞金シードを失う。2011年の公式戦優勝による3年シードも失った2015年シーズンは奮起し、賞金ランキング38位でシードに復帰。しかし2016年は試合中の負傷により、5月6日に「右環指浅指屈筋腱損傷」と診断され、「トーナメント特別保障制度」（公傷制度）の適用を申請し、承認された。
2017年2月9日結婚。入籍日は、夫と自身が肉が好きであるため語呂合わせ。

## 特徴
恵まれた体格から放つドライバーショットは、平均260〜270ヤード。自身も「最大の武器は飛距離」と自認する女子ツアー切っての飛ばし屋。